# Pezomantis henryi
Pezomantis henryi es una especie de mantis de la familia Iridopterygidae. Es la única especie del género monotípico Pezomantis.

## Distribución geográfica
Se encuentra en Sri Lanka.